# Allgäu Triathlon

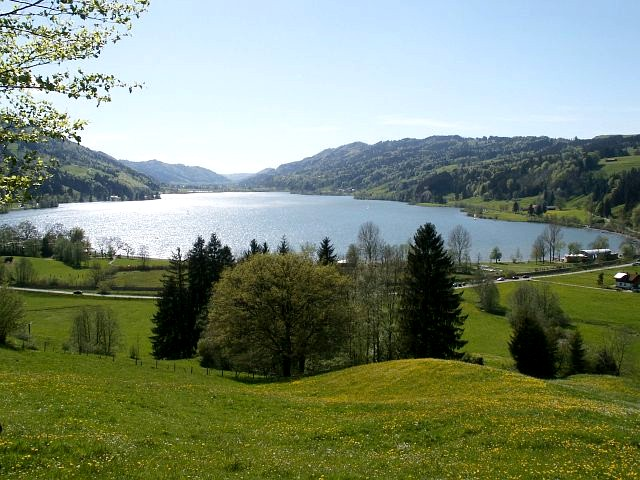
Großer Alpsee bei Immenstadt im Allgäu

Der seit 1983 bei Immenstadt im Allgäu im südlichsten Landkreis Deutschlands ausgerichtete Allgäu Triathlon ist die traditionsreichste deutsche Triathlon-Veranstaltung, in deren Rahmen bisher eine Weltmeisterschaft, zwei Europameisterschaften und elf deutsche Meisterschaften (neun Mal Mitteldistanz, zwei Mal Cross-Triathlon) ausgerichtet wurden.

## Geschichte des Allgäu Triathlon
Am 25. Juni 1983 startete der erste Triathlon in Immenstadt im Allgäu, die Distanzen betrugen 1,5 km Schwimmen, 112 km Radfahren und 25 km Laufen. Initiator war German Altenried, der seit 1961 ein Sportgeschäft in Immenstadt betrieb und im Herbst 1982 durch einen Fernsehbeitrag über den Ironman Hawaii auf die Idee gebracht wurde.
Altenried hatte mit zwanzig bis dreißig Interessenten gerechnet, letztlich standen 225 Teilnehmer an diesem kühlen Samstag am Start und im Fernsehen wurde bundesweit berichtet.
Im Folgejahr wurden hier die ersten Deutschen Triathlon-Meisterschaften über die Distanz 1,9 km Schwimmen, 113 km Radfahren und 29 km Laufen ausgetragen.
Eine Anekdote aus dieser Zeit ist, wie die Spitzengruppe unter Führung von Hannes Blaschke, der 30 Jahre später die Organisation des Rennens übernahm, sich verlief und erst nach einer Bachüberquerung wieder auf den richtigen Weg fand.
Einer der großen Unterschiede des Allgäu Triathlon zum Vorbild auf Hawaii waren auch die Wassertemperaturen im kalten Alpsee: Zunächst war Melkfett das Mittel der Wahl für die Teilnehmer, 1984 kreierte Altenried die ersten Neoprenanzüge für Triathleten, die er bei einem Spezialisten für Tauchanzüge am Mondsee bei Salzburg fertigen ließ. 1985 vergab die European Triathlon Union (ETU) die erste Europameisterschaft nach Immenstadt (1,3 km Schwimmen, 59 km Radfahren und 12 km Laufen). 1989 war der auf 600 Teilnehmer ausgelegte Allgäu Triathlon über 2,0 km Schwimmen, 91 km auf dem Rad und 21 km Laufen innerhalb von drei Wochen ausgebucht.
1992 vergab die DTU erneut die Deutschen Meisterschaften nach Immenstadt, der Meisterschaftsplan erforderte aber eine Verlegung des Traditionstermins von Ende Juli auf Anfang September. Katastrophale Wetterbedingungen empfingen die Teilnehmer: die Wassertemperatur betrug 16,1 °C, die Außentemperatur 8,2 °C am See und in den Bergen unter 5 °C, zudem gab es Regenschauer und böigen Wind, auf dem Ettensberg lag Schnee. Nach langer Beratung entschieden sich Wettkampfgericht und Organisationsleitung, witterungsbedingt die Schwimmstrecke auf 1000 m zu verkürzen und die Radstrecke um eine Runde entsprechend 30 km zu reduzieren. Von insgesamt 830 Gemeldeten (580 beim Allgäu Triathlon sowie 250 bei den Deutschen Meisterschaften mit eigenem Start) gingen 326 an den Start, 253 Athleten kamen schließlich ins Ziel. Einhelliges Fazit war: Nie wieder ein Allgäu Triathlon im September.

Die Anekdote des Rennens lieferte der Vorjahressieger und Lokalmatador Marcus Wucherer, der gleich im Neoprenanzug auf sein Rad stieg und später vor laufenden Fernsehkameras gestand, dass dies keine gute Idee gewesen sei – er brach das Rennen wegen Überhitzung ab.

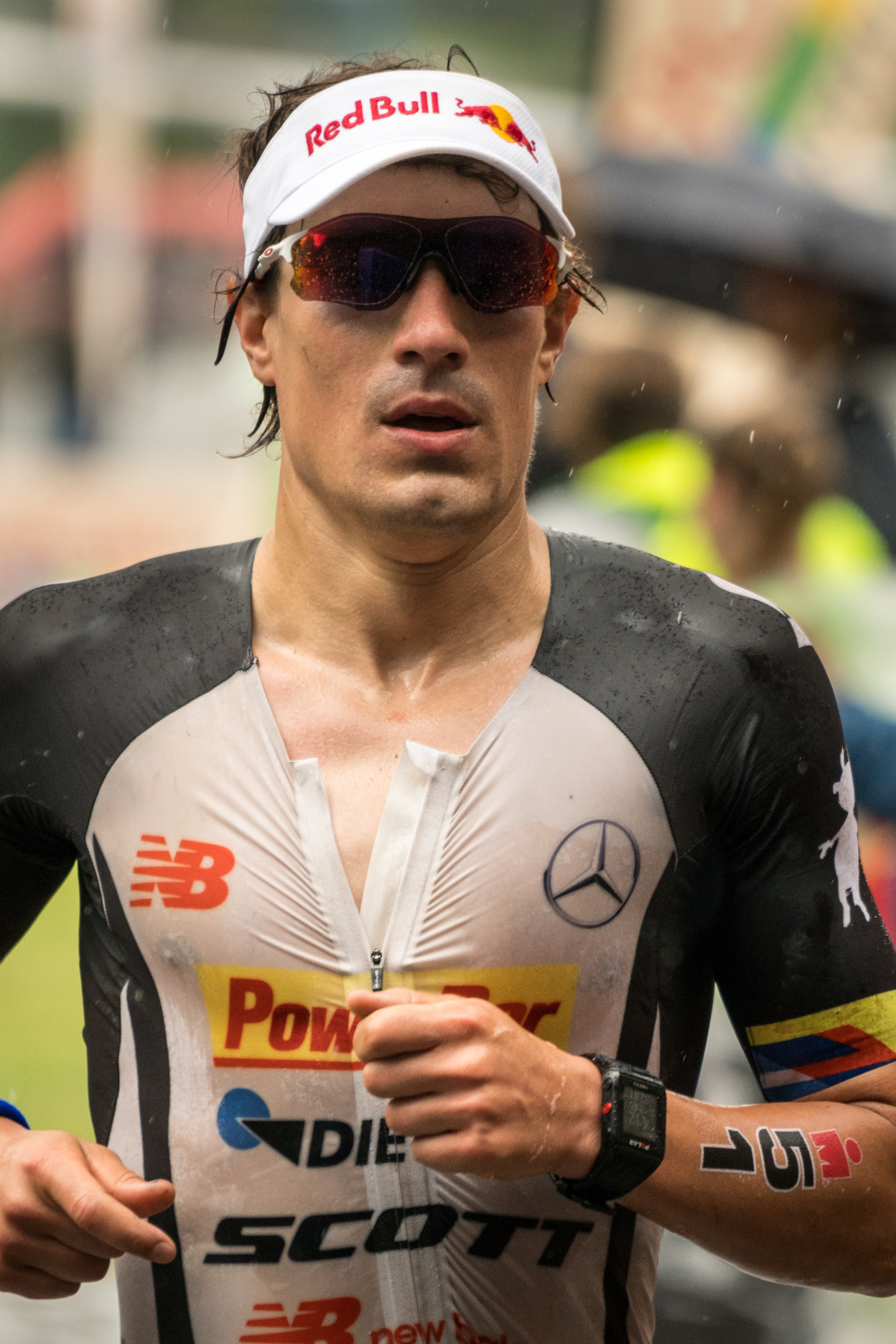
Sebastian Kienle, der Sieger auf der olympischen Distanz 2015

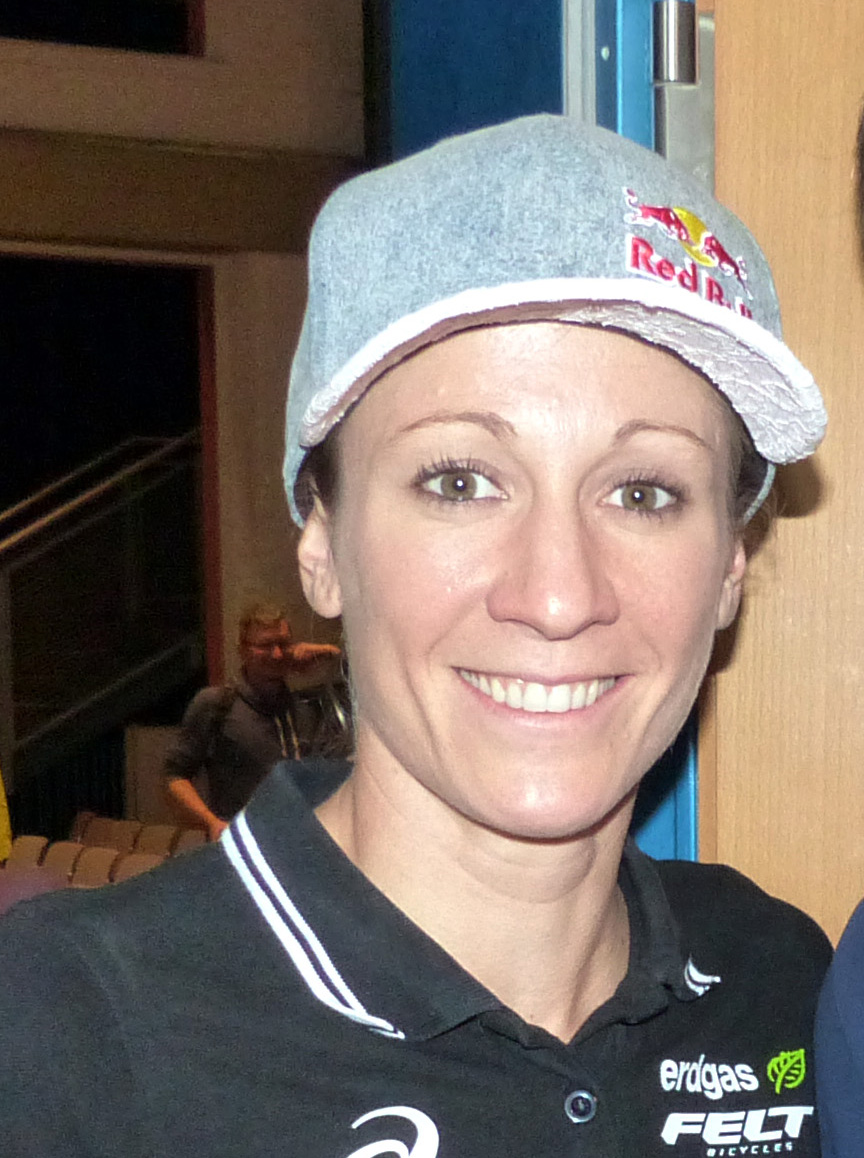
Daniela Ryf, die Siegerin auf der Mitteldistanz 2017

1993 fanden wieder zwei Wettkämpfe gleichzeitig statt: neben der klassischen Mitteldistanz mit diesmal 2,0 km Schwimmen, 97 km Rad und 21 km Laufen wurde als Test-Wettkampf gemeinsam mit der DTU der Allgäu Special (2,9 km Schwimmen, 138 km Radfahren und 29 km Laufen) veranstaltet. Vier Jahre lang wurde diese Distanz zusätzlich zur klassischen Mitteldistanz, dem Allgäu Classic ausgeschrieben. 1996 trat Lothar Leder mit der Startnummer 757 an – zwei Wochen zuvor hatte er in 7:57 h als weltweit erster Mensch bei einem Ironman die Acht-Stunden-Marke unterboten. Er wurde hinter Norman Stadler – der später 2004 und 2006 zweimal den Ironman Hawaii gewann – Zweiter. 1997 war der Allgäu-Triathlon das dritte Rennen der vier Events umfassenden Serie „Best of the Alps“ – gemeinsam mit dem Kalterer See Triathlon, dem Triathlon in Spiez sowie dem Finale beim Trans Vorarlberg Triathlon. Außerdem fand 1997 erstmals ein reiner Wettkampf nur für Frauen statt: der Allgäu Lady über die olympische Distanz.
Weiteres Novum 1997: erstmals wurde bei einem Triathlon eine Chip-Zeitnahme über alle drei Disziplinen durchgeführt. Für 1999 vergab die ITU die Weltmeisterschaften über die Kurzdistanz nach Immenstadt und damit erstmals nach Deutschland, das Organisationsteam um German Altenried trat aber 1998 wieder von einer Ausrichtung zurück, da neben hohen Abgaben an ITU und DTU das wirtschaftliche Risiko komplett vor Ort verblieben wäre und den Verbänden keinerlei Sponsoren zur Verfügung standen.
2000 wurde erstmals nach achtjähriger Pause wieder eine Deutsche Meisterschaft über die Mitteldistanz ausgetragen und der Allgäu Triathlon von der DTU hierzu als Veranstaltung ausgewählt. In einer zusätzlichen Veranstaltung einige Tage später fand die erste Deutsche Meisterschaft im Cross-Triathlon statt. Um die Schwimmstrecke auf der Mitteldistanz für die Zuschauer attraktiver zu gestalten, wurde sie in zwei Runden mit einem Landgang dazwischen aufgeteilt. 2001 führte German Altenried den „Jagdstart“ ein: er hatte hierzu fünfzehn internationale Triathlonveranstaltungen ausgewertet und kam so zu der Berechnung, dass die ersten Frauen 33 Minuten länger als die ersten Männer benötigen würden. Anlass war, dass es im Vorjahr wegen der Ungleichen Verteilung des Preisgeldes für Frauen und Männer Proteste weiblicher Top-Athleten gab: die erste Frau bekam 2500 DM, der erste Mann dagegen 6000 DM, Preisgelder bei den Frauen waren bis Platz drei, bei den Männern dagegen bis Platz zehn gezahlt worden. Auch wenn die Anzahl der männlichen Starter erheblich höher als die der weiblichen war, beriefen sich die Athletinnen auf den für einen Sieg vom Geschlecht unabhängigen Traininigsaufwand. Die Frauen starteten daher 2001 33 Minuten vor den Männern, das Preisgeld von damals 23.000 DM wurde unabhängig vom Geschlecht in der Reihenfolge des Zieleinlaufs vergeben. Vorteil ist gleichzeitig, dass der Zieleinlauf der schnellsten Frauen so nicht in der Aufmerksamkeit der Zuschauer untergeht, weil die schnellsten Frauen und Männer gemeinsam einlaufen.
2001 gab es auch Überlegungen, den Allgäu Triathlon in ein Qualifikationsrennen für die Ironman World Championships in Kailua-Kona umzuwandeln. 2003 gab es den „Berg-König-Sprint“ am Kalvarienberg – 750 € zusätzlich bekamen diejenigen, die den 15-prozentigen Anstieg über 800 m in der Nähe der Immenstädter Altstadt am schnellsten bezwangen. 2004 war der Allgäu Triathlon erneut Schauplatz der Europameisterschaften – diesmal auf der Langdistanz (4 km Schwimmen, 136 km Radfahren und 29 km Laufen).
2010 war der Allgäu-Triathlon Gastgeber der ITU-Weltmeisterschaften über die Langdistanz. Das Preisgeld bei der WM betrug in der Summe 50.000 €, die Stadt Immenstadt unterstützte die Veranstaltung mit 95.000 €.
Seit 2011 wird – erstmals seit 1999 – wieder zusätzlich zur Mitteldistanz ein Triathlon über die olympische Distanz in Immenstadt ausgerichtet. Hierzu wurde die Radstrecke um 12 km verkürzt, so dass eine Runde beim Allgäu Classic 40 km beträgt.
2012 vergab die Deutsche Triathlon Union (DTU) zum achten Mal die deutschen Triathlon-Meisterschaften über die Mitteldistanz nach Immenstadt.
Am 21. August 2016 fanden zum bereits elften Mal Deutsche Meisterschaften in Immenstadt statt. 2017 wurden in Immenstadt zum elften Mal die Deutschen Meister geehrt. 2020 wurde die geplante Austragung im Rahmen der Corona-Pandemie abgesagt.
2021 wurden die Rennen zum 38. Mal ausgetragen.
Die nächsten Rennen werden hier am 17. August 2025 über die Sprint-, Kurz- und Mitteldistanz ausgetragen.

## Organisation
2013 erklärte German Altenried einen Tag nach seinem 75. Geburtstag und dreißig von ihm organisierten Ausgaben des Allgäu Triathlon vor seinen rund 700 freiwilligen Helfern der Veranstaltung seinen Rücktritt aus der Organisation. Die Verantwortung übertrug er an Hannes Blaschke, der 1983 in Immenstadt seinen ersten Triathlon absolviert hatte und dessen vierter Platz bei den Ironman World Championships 1985 auf Hawaii als beste Platzierung eines Deutschen erst 1993 getoppt wurde.
Hannes Blaschke, der 1987 auf Anregung von German Altenried ein u. a. auf Reisen zum Ironman Hawaii spezialisiertes Reiseunternehmen gründete, arbeitet im Organisationsteam zusammen mit Altenrieds Schwiegersohn Michael Rathke, der bereits seit 2011 gemeinsam mit Altenrieds Kindern Stefan und Petra als Race-Direktor fungiert, sowie zwei Mitarbeitern von Blaschke zusammen.
Seit 2014 befindet sich der Zielbereich, der bis dahin im Auwaldstadion lag, in Bühl, so dass die zweite Wechselzone im Stadion entfiel. 2015 standen mit Sebastian Kienle, Faris Al-Sultan und Thomas Hellriegel auch drei Sieger des Ironman Hawaii am Start. Mit 1600 Teilnehmern gab es einen neuen Teilnehmerrekord.
Unter den Teilnehmern befanden sich auch Snowboarderin Selina Jörg und Ex-Fußballprofi Thomas Berthold.

## Strecken
Die Einstimmung zum Startschuss beim Allgäu Triathlon liefern traditionell in Allgäuer Tracht gekleidete Alphorn-Bläser.
- Das Schwimmen startet am Erlebnissteg beim Bootshafen und führt über einen Rundkurs im Großen Alpsee mit einem kurzen Landgang im Kanal Bühl, Ausstieg zur Wechselzone ist bei der Wasserwacht Bühl

Zuschauermagnete sind insbesondere der Kanal, den die Teilnehmer nur wenige Meter von den Zuschauern entfernt durchschwimmen, der Steg mit Landgang der Athleten und das Ostufer des Alpsees.
- Die Radstrecke führt als Rundkurs durch die voralpine Landschaft im Nordwesten Immenstadts über Bräunlings, Niedersonthofen, Diepolz, Missen, Wendepunkt Sibratshofen, Missen und Bühl. Auf der olympischen Distanz ist die Strecke einmal, auf der Mitteldistanz zweimal zu durchfahren. Eine Runde umfasst 650 Höhenmeter.

Nach ca. fünf Kilometer erreichen die Teilnehmer den Kalvarienberg, wo sie in unmittelbarer Nähe zur Altstadt eine bis zu 18-prozentige Steigung durch ein dichtes Zuschauerspalier erwartet. Tradition haben die Kuhglocken-schwingenden Zuschauer an der hügeligen Radstrecke.
- Die Laufstrecke führt von der Wechselzone zunächst Richtung Strandbad Hauser und durch eine Bahnunterführung zum ersten Wendepunkt vor Trieblings. Von dort aus laufen die Athleten nach Bühl und dann über einen kurzen, knackigen Anstieg, den Kuhsteig, hinauf. Am Hotel Rothenfels vorbei führt die Strecke über den Badeweg zum zweiten Wendepunkt mitten in der historischen Altstadt von Immenstadt am Marienplatz. Auf gleichem Weg zurück verläuft die Laufstrecke vorbei am Freibad „Kleiner Alpsee“ nach Bühl und über den Trieblingser Weg zur Wechselzone, wo für die Teilnehmer auf der olympischen Distanz der Zieleinlauf und für die auf der Mitteldistanz die zweite Runde beginnt.

## Ergebnisse

### Sprintdistanz
0,5 km Schwimmen, 26 km Radfahren und 5 km Laufen im Rahmen des „Allgäu Sprint“
| Datum/Jahr    | Männer            | Männer           | Männer             | Frauen             | Frauen              | Frauen             |
| Datum/Jahr    | Erster Platz      | Zweiter Platz    | Dritter Platz      | Erster Platz       | Zweiter Platz       | Dritter Platz      |
| ------------- | ----------------- | ---------------- | ------------------ | ------------------ | ------------------- | ------------------ |
| 17. Aug. 2025 |                   |                  |                    |                    |                     |                    |
| 18. Aug. 2024 | Lasse Lührs       | Finn Sattler     | Moritz Speh        | Johanna Hiemer -4- | Vanessa Aberham     | Johanna Gaidamak   |
| 20. Aug. 2023 | René Höchenberger | Moritz Speh      | Maxmilian Enzinger | Johanna Hiemer -3- | Annchristin Huonker | Sabrina Doll       |
| 21. Aug. 2022 | Lukas Stüfen      | Moritz Speh      | Finn Sattler       | Anna Hautmann      | Katharina Rittel    | Vanessa Baumeister |
| 22. Aug. 2021 | Yannic Baier      | Stefan Wachter   | Lukas Müller       | Johanna Hiemer -2- | Anna Hautmann       | Anna Buhmann       |
| 18. Aug. 2019 | Morten Schmidt    | Felix Günther    | Klaus Steinkeller  | Johanna Hiemer     | Linda Detering      | Sarah Marquardt    |
| 19. Aug. 2018 | Fabian            | Ron Epple        | Yannic Baier       | Sarah              | Julia Skala         | Mona Fakler        |
| 20. Aug. 2017 | Maximilian Reihn  | Felix Reifenberg | Simon Breinlinger  | Maria Paulig       | Sarah Marquardt     | Hana Schugt        |

### Olympische Distanz
Die Rennen auf der olympischen Distanz über 1,5 km Schwimmen, 42 km Radfahren und 10 km Laufen wurde 2017 zum achten Mal als Allgäu Olymp ausgetragen.
| Datum/Jahr    | Männer                | Männer            | Männer            | Frauen               | Frauen             | Frauen             |
| Datum/Jahr    | Erster Platz          | Zweiter Platz     | Dritter Platz     | Erster Platz         | Zweiter Platz      | Dritter Platz      |
| ------------- | --------------------- | ----------------- | ----------------- | -------------------- | ------------------ | ------------------ |
| 2026          |                       |                   |                   |                      |                    |                    |
| 17. Aug. 2025 | Maximilian Krüger -2- | Florin Parfuss    | Constantin Krüger | Katharina Krüger -4- | Madlen Kappeler    | Saskia Haug        |
| 18. Aug. 2024 | Maximilian Krüger     | Georg Enzenberger | Paul Nykiel       | Anne Reischmann      | Katharina Krüger   | Madlen Kappeler    |
| 15. Aug. 2023 | Maurice Clavel -2-    | Georg Enzenberger | Yannik Hoffmann   | Katharina Krüger -3- | Madlen Kappeler    | Sarah Schönfelder  |
| 21. Aug. 2022 | Fabian Kraft          | Lukas Stengel     | Neilan Kempmann   | Katharina Krüger -2- | Anna Heyder        | Mira Marie Hippe   |
| 22. Aug. 2021 | Magnus Männer         | Thomas Ott        | Jannik Gruber     | Katharina Krüger     | Leana Bissig       | Sigrid Mutscheller |
| 18. Aug. 2019 | Jan Frodeno           | Philipp Bahlke    | Sven Eckers       | Verena Walter        | Sigrid Mutscheller | Katharina Krüger   |
| 19. Aug. 2018 | Maurice Clavel        | Robert Wimmer     | Sven Eckers       | Sigrid Mutscheller   | Maria Paulig       | Lea Wevelsiep      |
| 20. Aug. 2017 | Markus Stöhr          | Samuel Grill      | Sven Eckers       | Melanie Mack         | Sigrid Mutscheller | Theresa Wild       |
| 21. Aug. 2016 | Johannes Hinterseer   | Lukas Schüßler    | Thomas Capellaro  | Leonie Konczalla     | Julia Ertmer       | Sara Baumann       |
| 16. Aug. 2015 | Sebastian Kienle      | Nils Daimer       | Daniel Wienbreier | Julia Viellehner     | Tamara Hitz        | Corinna Nuber      |
| 24. Aug. 2014 | Nils Daimer           | Niclas Bock       | Wolfgang Teuchner | Ricarda Gümmer       | Laura Zimmermann   | Anine Hell         |
| 20. Juli 2013 | Lukas Schüßler -2-    | Marius Schuhmann  | Thomas Capellaro  | Bettina Lange        | Beate Speiser      | Nicole Klingler    |
| 21. Juli 2012 | Lukas Schüßler        | Thomas Seitz      | Reto Schawalder   | Stefanie Schmölz     | Monika Schalla     | Monika Goldberg    |
| 23. Juli 2011 | Stephan Bergermann    | Ralf Eggert       | Valentin Krehl    | Nina Eggert          | Carolin Lorenz     | Dagmar Gard        |
| 24. Juli 1999 | Oliver Presser        | Klaus Zanker      | Sebastian Reiter  | Ute Schäfer          | Stefanie Kahn      | Marija Gavrilova   |

In den beiden Jahren 1997 und 1998 wurde der Triathlon über die Kurzdistanz (1,3 km Schwimmen, 53 km Radfahren und 10 km Laufen) jeweils unter dem Namen Allgäu Lady exklusiv für Frauen ausgeschrieben.
| Datum/Jahr | Männer       | Männer        | Männer        | Frauen           | Frauen        | Frauen        |
| Datum/Jahr | Erster Platz | Zweiter Platz | Dritter Platz | Erster Platz     | Zweiter Platz | Dritter Platz |
| ---------- | ------------ | ------------- | ------------- | ---------------- | ------------- | ------------- |
| 1998       | –            | –             | –             | Ulrike Blank -2- |               |               |
| 1997       | –            | –             | –             | Ulrike Blank     | Petra Kuhtz   | Tina Christ   |

### Mitteldistanz
Auf der Mitteldistanz über zuletzt (2017) 1,9 km Schwimmen im Großen Alpsee, 80 km Radfahren und 21,5 km Laufen wurden im Rahmen der Allgäu Classic bereits neun Mal die Deutschen Triathlon-Meisterschaften ausgetragen.
1985 fanden hier die ersten Triathlon-Europameisterschaften statt. Die Streckenlängen variierten dabei je nach Streckenführung in den einzelnen Jahren um ± 10 Prozent.
| Datum/Jahr    | Männer               | Männer               | Männer              | Frauen                 | Frauen              | Frauen                |
| Datum/Jahr    | Erster Platz         | Zweiter Platz        | Dritter Platz       | Erster Platz           | Zweiter Platz       | Dritter Platz         |
| ------------- | -------------------- | -------------------- | ------------------- | ---------------------- | ------------------- | --------------------- |
| 2026          |                      |                      |                     |                        |                     |                       |
| 17. Aug. 2025 | Frederic Funk        | Jannik Stoll         | Julian Großkopf     | Els Visser -2-         | Stephanie Wunderle  | Corina Bello          |
| 18. Aug. 2024 | Gregor Payet         | Tom Hug              | Jonathan Homberg    | Marlene Gomez-Göggel   | Leana Bissig        | Stephanie Wunderle    |
| 20. Aug. 2023 | Patrick Lange        | Ruben Zepuntke       | Thomas Ott          | Rebecca Robisch        | Alanis Siffert      | Katharina Wolff       |
| 21. Aug. 2022 | Thomas Ott           | Joel Wooldridge      | Julian Großkopf     | Daniela Bleymehl       | Els Visser          | Maria Paulig          |
| 18. Aug. 2019 | Nick Kastelein       | Nan Oliveras         | Christian Störze    | Els Visser             | Anne Reischmann     | Anna-Lena Pohl        |
| 19. Aug. 2018 | Niclas Bock          | Martin Bader         | Samuel Böttinger    | Anne Reischmann        | Tamara Hitz         | Sara Baumann          |
| 20. Aug. 2017 | Jan Frodeno          | Roman Deisenhofer    | Christopher Hettich | Daniela Ryf            | Lena Berlinger      | Anna-Lena Pohl        |
| 21. Aug. 2016 | Roman Deisenhofer    | Fabian Rahn          | Lukas Krämer        | Nina Kuhn -2-          | Katrin Esefeld      | Rebekka Stübs         |
| 16. Aug. 2015 | Jaroslav Kovačič     | Sebastian Neef       | Tobias Heining      | Bianca Steurer -2-     | Franziska Scheffler | Carina Brechters      |
| 24. Aug. 2014 | Maurice Clavel       | Faris Al-Sultan      | Lukas Krämer        | Julia Gajer            | Tamara Hitz         | Alexandra Hagspiel    |
| 20. Juli 2013 | Sebastian Neef       | Johannes Moldan      | Stephan Bergermann  | Nina Kuhn              | Tamsyn Hayes        | Monique Burger        |
| 21. Juli 2012 | Boris Stein          | Daniel Wienbreier    | Markus Unsleber     | Bianca Steurer         | Eva Böhrer          | Julia Viellehner      |
| 23. Juli 2011 | Stefan Schmid -2-    | Matthias Buxhofer    | Reto Stutz          | Nina Eggert            | Bianca Steurer      | Stefanie Menter       |
| 31. Juli 2010 | Bert Flier           | Martin Joost         | Peter Nowak         | Alexandra Raddatz      | Evi Neuscheler      | Ulrike Blank-Peters   |
| 25. Juli 2009 | Stefan Schmid        | Matthias Bergermann  | Stephan Bergermann  | Ina Reinders -2-       | Susan Dietrich      | Julia Wagner          |
| 26. Juli 2008 | Jan Wainer           | Stephan Bergermann   | Matthias Bergermann | Nicole Klingler        | Eva Novakova        | Nicole Schneider      |
| 21. Juli 2007 | Andreas Böcherer -2- | Felix Schumann       | Nils Goerke         | Ina Reinders           | Katrin Esefeld      | Mariska Kramer-Postma |
| 29. Juli 2006 | Andreas Böcherer     | Jan Wainer           | Klaus Zanker        | Eva Novakova           | Britta Martin       | Manuela Ianesi        |
| 23. Juli 2005 | Nils Goerke          | Jens Koefoed         | Stefan Werner       | Mariska Kramer         | Karin Salzmann      | Ulrike Blank          |
| 18. Juli 2004 | Andreas Wolpert      | Sacha Richter        | Thomas Braun        | Ulrike Blank -2-       | Kathrin Luxenhofer  | Svenja Bazlen         |
| 20. Juli 2003 | Frederic Kohl        | Urs Walter           | Koni Schelbert      | Christine Leising      | Ulrike Blank        | Inge van den Broeck   |
| 27. Juli 2002 | Jarrod Brauer        | Faris Al-Sultan      | Marino Vanhoenacker | Ines Estedt            | Fiona Docherty      | Heidi Jesberger       |
| 23. Juli 2001 | Michael Brucker -2-  | Rolf Lautenbacher    | Matthias Klumpp     | Ute Schäfer            | Nina Fischer        | Heidi Jesberger       |
| 22. Juli 2000 | Michael Brucker      | Peter Meinhold       | Rolf Lautenbacher   | Katrin Friedrich       | Susanne Niemayer    | Claudia Hille         |
| 24. Juli 1999 | Siegfried Ferstl     | Markus Sager         | Jason Shortis       | Ulrike Blank           | Antje Burg          | Iris Walser           |
| 1998          | Chris Legh -2-       | Thomas Hellriegel    | Axel Reusch         | Monika Lidmilla        |                     |                       |
| 1997          | Chris Legh           | Ingo Sabatschus      | Axel Reusch         | Ursula Lutzenberger    | Sophie Berkmiller   | Silvia Vaupel         |
| 1996          | Normann Stadler      | Lothar Leder         |                     | Marijke Zeekant        |                     |                       |
| 22. Juli 1995 | Lothar Leder         | Vassilis Krommidas   | Seppi Neuhauser     | Wanda Schlotterer      | Sophie Berkmiller   | Carola Müller         |
| 1994          | Thomas Hellriegel    | Sven Riedesel        | Achim Leiss         | Ute Mückel             | Iris Walser         | Monika Bösing         |
| 1993          | Marcus Wucherer -2-  |                      |                     | Katja Mayer            |                     |                       |
| Sep. 1992 *   | Jürgen Zäck          | Michael Heiligenthal | Holger Lorenz       | Katjana Quest-Altrogge | Anneliese Weber     | Carina Henning        |
| Sep. 1992 *   | Teemu Vesala         | Andreas Groß         | Gernot Rupp         | Daniela Wegele         | Simone Siebenborn   | Edith Heinrich        |
| 1991          | Marcus Wucherer -1-  |                      |                     | Bärbel Mees            |                     |                       |
| 1990          | Gordon Nowak         |                      |                     | Brigitte Röllin        |                     |                       |
| 1989          | Matthias Giez        |                      |                     | Silvia Hüttner         |                     |                       |
| 1988          | Sven Riedesel -2-    |                      |                     | Silke Spankus          |                     |                       |
| 1987          | Sven Riedesel        |                      |                     | Martina Kiesel         |                     |                       |
| 1986          | Thomas Jeltsch -2-   |                      |                     | Anette Böe             |                     |                       |
| 27. Juli 1985 | Rob Barel            | Klaus Klaeren        | Jörg Hoffmann       | Alexandra Kremer       | Anna-Lena Fritzon   | Sarah Coope           |
| 1984          | Klaus Klaeren        |                      |                     | Hanni Zehendner -2-    |                     |                       |
| 1983          | Thomas Jeltsch       |                      |                     | Hanni Zehendner        |                     |                       |

| ETU-Europameisterschaft Triathlon | DTU-Deutsche Triathlon-Meisterschaft Mitteldistanz |

### Langdistanz
Von 1993 bis 1996 wurde parallel zur Mitteldistanz noch ein Wettkampf über die Langdistanz (2,9 km Schwimmen, 138 km Radfahren und 29 km Laufen) als Allgäu Special ausgetragen. 2004 fanden in Immenstadt am Vortag der Mitteldistanz die ETU Europameisterschaften auf der Langdistanz mit 4 km Schwimmen, 136 km Radfahren und 29 km Laufen statt.
2010 wurden im Rahmen des Allgäu Triathlon die 17. ITU-Weltmeisterschaften mit der Distanz 4 km Schwimmen, 130 km Radfahren und 30 km Laufen einen Tag nach der Mitteldistanz ausgerichtet.
| Datum/Jahr      | Männer            | Männer            | Männer            | Frauen                     | Frauen                     | Frauen                     |
| Datum/Jahr      | Erster Platz      | Zweiter Platz     | Dritter Platz     | Erster Platz               | Zweiter Platz              | Dritter Platz              |
| --------------- | ----------------- | ----------------- | ----------------- | -------------------------- | -------------------------- | -------------------------- |
| 1. Aug. 2010 1  | Sylvain Sudrie    | Timothy O’Donnell | François Chabaud  | Caroline Steffen           | Yvonne van Vlerken         | Virginia Berasategui       |
| 17. Juli 2004 2 | Gerrit Schellens  | Nils Goerke       | Petr Vabroušek    | Lisbeth Kristensen         | Stefania Bonazzi           | Françoise Wellekens        |
| 1996            | Sven Riedesel     |                   |                   |                            |                            |                            |
| 22. Juli 1995   | Holger Lorenz -2- | Sven Riedesel     | Ulrich Porsch     | 1995 keine Frauen am Start | 1995 keine Frauen am Start | 1995 keine Frauen am Start |
| 1994            | Holger Lorenz     | Harald Glaser     | Peter Brandmüller | Wiltrud Bandle             | Edith Heinrich             | Martina Lang               |
| 1993            | Lothar Leder      |                   |                   | Lenie Gerritzen            |                            |                            |

### Cross-Triathlon
Unter dem Namen Allgäu Cross TriLenium (1,5 km Schwimmen, 28 km Mountainbike und 10,5 km Laufen) wurden 2000 und 2001 jeweils an einem separaten Termin die Deutschen Meisterschaften im Cross-Triathlon ausgetragen.
| Datum/Jahr    | Männer         | Männer        | Männer                 | Frauen       | Frauen         | Frauen          |
| Datum/Jahr    | Erster Platz   | Zweiter Platz | Dritter Platz          | Erster Platz | Zweiter Platz  | Dritter Platz   |
| ------------- | -------------- | ------------- | ---------------------- | ------------ | -------------- | --------------- |
| 18. Aug. 2001 | Claude Eksteen | Ronny Dietz   | Daniel Hechenblaickner | Ulrike Blank | Angela Huy     | Claudia Frank   |
| 29. Juli 2000 | Chris Legh     | Uwe Widmann   | Marc Pschebizin        | Sigrid Lang  | Imke Schiersch | Anneliese Weber |